# ألانكريتا ساهي
ألانكريتا ساهي عارضة أزياء وممثلة هندية مغربية وحاملة لقب مسابقة ملكة جمال والتي توجت فيها ملكة جمال الهند للأرض 2014. وهي أول هندية تفوز بـ 7 ألقاب في مسابقة ملكة جمال الأرض التي عقدت في الفلبين. في عام 2018 ، ظهرت لأول مرة في التمثيل مع فيلم كوميدي رومانسي من نتفليكس يسمى الحب لكل قدم مربع. في نفس العام، لعبت دور أليشا في فيلم ناماستي إنجلترا.